# Карстен, Кристофер Кристиан
Кристофер Кристиан Ка́рстен (швед. Christoffer Christian Karsten; 9 сентября 1756, Истад —6 августа 1827) — шведский деятель искусств, артист оперы (тенор). композитор. Придворный певец (с 1778). Член Шведской королевской музыкальной академии (с 1787).

## Биография
Талантом певца обладал с детства. Королева Швеции Луиза Ульрика Прусская случайно услышав его, была очарована голосом Карстена и в 1771 году взяла юношу в поездку в Берлин, а позже дала ему возможность учиться пению в Стокгольме.
Дебютировал на сцене Королевской оперы в Стокгольме в 1773 году.
В 1778—1806 годах — солист Стокгольмской Королевской оперы. В 1812—1817 годах гастролировал по Европе.
С 1787 года — член Шведской королевской музыкальной академии.
Голос К. Карстена отличался чистотой и силой, широким диапазоном. Карстен был не только отличным певцом, но и превосходным актёром. С успехом исполнял басовую партию Эдипа («Эдип в Афинах» А. Саккини), Кристьерна («Густав Васа» И. Наумана), Орфея («Орфей и Эвридика» К. Глюка) и др.
В 1780—1781 годах в Театре Боллхузетта в Стокгольме исполнял партии Алсиндора, Первосвященника и Роланда. До 1803 года принимал участие в премьерах Оперного театра Густава. В 1796 году совместно с Каролиной Мюллер, Луи Деландом, Карлом Стенборга и Инги Обер играл в пьесе «Караван», исполняя партию Гретри. Пьеса была поставлена в честь совершеннолетия молодого короля.
Был женат на польской актрисе и оперной певице — Марианне Софи Стебновской (1753—1848) — одной из лучших оперных певиц 1800-х гг. Отец балерины Софи Карстен (1783—1862). Его внучкой была балерина Мария Тальони. Младшая дочь, Элизабет Шарлотта Карстен, получила известность как художница.